# Campo solenoidal
Em cálculo vetorial, um campo vetorial solenoidal ou simplemenete campo solenoidal é um campo vetorial v com divergência zero:
{\displaystyle \nabla \cdot \mathbf {V} =0.\,}
Esta condição é satisfeita quando v possui um vetor potencial,
pois se
{\displaystyle \mathbf {v} =\nabla \times \mathbf {A} }
então
{\displaystyle \nabla \cdot \mathbf {v} =\nabla \cdot (\nabla \times \mathbf {A} )=0.}
O teorema do divergente dá equivalentemente uma definição integral para o campo solenoidal; nomeadamente que qualquer superfície fechada {\displaystyle S}, o fluxo total através da superfície deve ser zero:
{\displaystyle \iint _{S}\mathbf {v} \cdot \,d\mathbf {s} =0},
onde {\displaystyle d\mathbf {s} } é um elemento de área orientado no sentido do vetor normal da superfície.

## Exemplos
- o campo magnético B é solenoidal (veja as equações de Maxwell);
- o campo velocidade do fluxo de um fluido incompressível é solenoidal;
- o campo elétrico em regiões onde a densidade de carga é nula (ρe = 0);
- a densidade de corrente, J, se əρe/ət = 0.